# Laillé
Laillé település Franciaországban, Ille-et-Vilaine megyében. Lakosainak száma 5154 fő (2022. január 1.). Laillé Pont-Péan, Bourg-des-Comptes, Bruz, Chanteloup, Crevin, Guichen és Orgères községekkel határos.

## Népesség
A település népességének változása:
| Lakosok száma | 1336 | 2411 | 2973 | 4366 | 4951 | 5117 | 5026 | 5116 | 5162 | 5154 |
|               | 1968 | 1982 | 1990 | 2006 | 2013 | 2015 | 2017 | 2019 | 2020 | 2022 |